# Кавецо
Кавѐцо (на италиански: Cavezzo, на местен диалект Cavêż, Каведз) е градче и община в северна Италия, провинция Модена, регион Емилия-Романя. Разположено е на 22 m надморска височина. Населението на общината е 7098 души (към 2012 г.).
През пролетта 2012 г. много сгради са повредени от силни земетресения.